# Rasun-Anterselva
Rasun-Anterselva (in tedesco Rasen-Antholz) è un comune italiano di 2 938 abitanti della provincia autonoma di Bolzano in Trentino-Alto Adige, la cui altitudine varia da 926 m a 3436 m. È un comune sparso in quanto il municipio è situato nella frazione Rasun di Sotto. Il paese è noto poiché da anni vi si tiene una delle tappe della Coppa del Mondo di biathlon, ospitata dall'Arena Alto Adige, aperta nel 1971 e atta a ospitare varie manifestazioni.

## Geografia fisica

### Territorio
Il territorio comunale di Rasun-Anterselva inizia presso il paese di Valdaora e prosegue lungo la valle di Anterselva, che termina con l'omonimo lago, a 1650 m.
Da qui una strada porta al passo Stalle (2050 m), dove si trova il rifugio Obersee, e la possibilità di scendere in Austria lungo la valle di Defereggen. Questa strada, oltre che a essere chiusa durante la stagione invernale, è stretta e quindi il traffico viene regolato da un impianto semaforico.

## Origini del nome
Il toponimo significa "palude" ed è attestato come Resine o Rasine nel 1050-1065, Niderräsen nel 1353. La parola tedesca Antholz significa "di fronte" (ant) "al bosco" (Holz).

## Storia
Presso Rasun di Sotto passava la strada romana, convenzionalmente denominata dagli storici via Aguntum-Vipitenum, che attraverso la val Pusteria collegava la via Iulia Augusta alla diramazione della via Claudia Augusta che da Pons Drusi (Bolzano) lungo la vallata dell'Isarco conduceva a Vipiteno e a Veldidena (Innsbruck) attraverso il passo del Brennero. Il passaggio della strada è attestato dal ritrovamento di alcune pietre miliari; una di esse, trovata nella località Gosta, ricorda un generale riattamento della strada all'epoca di Settimio Severo (anno 201). Un altro miliare con dedica a Caracalla (anno 213), di cui esiste un disegno realizzato dallo scopritore, fu rinvenuto nel Settecento ma è oggi scomparso, benché sia stato identificato da alcuni in un fregio incorporato nel muro della canonica della chiesa parrocchiale di Rasun di Sotto.
Dal primo Medioevo la diocesi di Bressanone era uno degli più importanti proprietari fondiari in valle, i cui Küchenmaierhöfe (masi centrali di organizzazione economica del territorio) fungevano da catalizzatori dello sviluppo della zona.
Attraverso la zona Windschnur, luogo di ritrovamento di importanti reperti archeologici che spaziano dalla preistoria sino al Medioevo, dal 1847 passò la moderna strada della Pusteria, progettata da Luigi Negrelli e di cui si conserva il maestoso ponte in pietra, restaurato nel 2011 e adibito a museo a cielo aperto.
Lo scrittore Claudio Magris nel 1997 dedicò uno dei suoi racconti riuniti nei Microcosmi, intitolato Antholz, alla valle e ai suoi abitanti, soffermandosi sulla figura dello storico locale Hubert Müller.

### Simboli
Lo stemma è costituito da una pila rossa rovesciata su nero e argento. È l'insegna dei Signori di Rasen, nobile famiglia di giudici, che amministrarono il villaggio dal 1353. Lo stemma è stato adottato nel 1967.

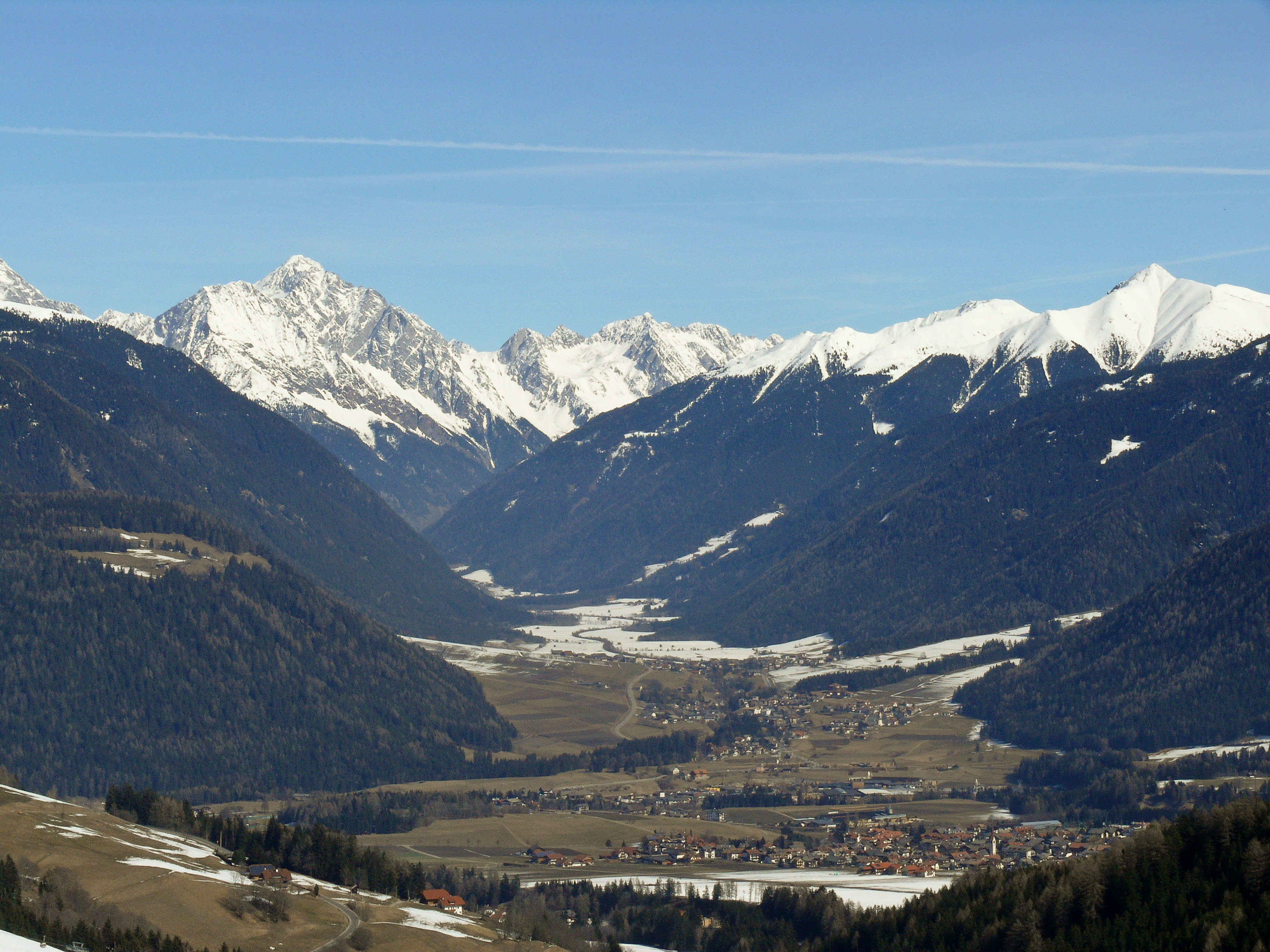
Vista della vallata

## Monumenti e luoghi d'interesse

### Architetture religiose
- Chiesa di San Giovanni. A Rasun di Sotto (Niederrasen) si trova la chiesa dedicata a San Giovanni (Johanneskirche). Una prima struttura risale al 1070, mentre quella attuale è stata costruita in stile neo-classicista nel 1822.[14]
- Chiesa di San Giorgio, a Rasun di mezzo.
- Chiesa di Sant'Andrea. A Rasun di Sopra (Oberrasen) si trova la chiesa dedicata a Sant'Andrea (Andreaskirche), costruita nel XIV secolo e consacrata nel 1422. Solo nel XVII secolo la chiesa venne ingrandita e ne venne rifatta la volta. Nel XX secolo, più precisamente nel 1959, l'edificio fu quasi totalmente abbattuto, mentre venne edificata una struttura più moderna, quella attuale.[14]
- Cappella di Sant'Antonio. Presso l'inizio della valle di Anterselva, si trova la cappella dedicata a Sant'Antonio da Padova (Antoniuskapelle). Essa è stata fondata nel 1698 da Paul von Leys e August Pauernfeind, parroco di Valdaora e consacrata nel 1704. Essa è chiamata dai locali S'Tonning Stöckl e secondo sempre una credenza locale, qui si dovrebbe trovare la scomparsa cittadina di Kerla.[14]
- Cappella Burgfrieden. Presso Rasun di Sopra si trova la cappella Burgfrieden, edificata nel 1924 dalla famiglia dei contadini Josef e Maria Messner, e dedicata a San Giuseppe. All'interno dell'edificio, si trovano sulle nicchie laterali le patrone dei contadini, Caterina e Notburga. Inoltre sul soffitto sono dipinti l'annunciazione e il supplizio, mentre nella calotta delle finestre sono rappresentate l'adorazione dei magi e la tramutazione dell'acqua in vino delle nozze di Cana.[14]

### Architetture civili

#### Residenza Heufler
Presso Rasun di Sopra, si trova la residenza nobiliare nota come Heufler, costruita nel 1580 dalla famiglia nobiliare dei Hohenbühel zu Heufler.
Al suo interno questa residenza custodisce una particolare stube, con una struttura interna in legno particolare.

#### I tre ponti
Nei pressi dell'area archeologica denominata Windschnur a est di Rasun, si trovano tre testimonianze storiche della costruzione di strade e ponti nella val Pusteria:
- il primo ponte fu ad arco e in pietra, costruito nel 1847 quando si recuperò parte della via di comunicazioni, sotto l'impero di Ferdinando I.
- il secondo ponte, ha sostituito la funzione del primo, e scorre circa parallelo a questo. Fu costruito dalla Provincia autonoma di Bolzano nel 2008, e permette un più facile scorrimento del traffico.
- il terzo ponte, si trova sotto i due precedenti, è costruito interamente in legno, ed è anche il più antico, infatti prima del 1847 la "strada postale" passava sopra di questo. Oggi invece viene utilizzato da un sentiero.

La realizzazione del nuovo ponte sul rio Anterselva nel 2008 ha permesso il restauro del ponte del 1847, che rimane come documento storico di ingegneria stradale. Da notare che la zona d'accesso a questo ponte è stata oggi modificata e suddivisa in tre diversi tratti che fanno risaltare le tre diverse epoche in cui la strada passava su di questo ponte:
- strato in asfalto con guard-rail in acciaio;
- strato di asfalto (più antico) e balaustra di elementi prefabbricati in calcestruzzo;
- ghiaia calcare con muri di balaustra in pietra, paracarri in granito e travi in legno.

Il nuovo ponte ha vinto il premio di architettura Città di Oderzo 2012, ovvero un concorso che nella sua 13ª edizione premia i migliori edifici nel Triveneto. Il vecchio ponte in pietra è comunque rimasto in piedi, grazie alla volontà in primis del comune che seguendo il progetto dell'ingegner Albert Willeit e dello storico Rudolf Tasser. A oggi quindi si possono ammirare tre differenti contesti storici della strada che percorreva la Val Pusteria; oltre a questo ponte, la strada iniziava presso la restaurata Chiusa di Rio di Pusteria e la Chiusa di Lienz.

### Architetture militari
Presso il centro di Rasun, ma anche nei pressi del lago di Anterselva sono state edificate alcune opere difensive appartenenti allo sbarramento Rasun-Valdaora e allo sbarramento Anterselva Mezzavalle-Lago di Anterselva, entrambi appartenenti al Vallo Alpino in Alto Adige.

#### Rudere di Rasun Vecchia
Presso il centro di Rasun di Sotto si trova il rudere di Rasun Vecchia (Burgruine Altrasen). Nel XIII secolo questo era un castello, sede giudiziale dei signori di Rasen.
Oggigiorno è rimasta la torre a pianta quadrata, alcuni resti di mura e dei piani d'abitazioni, dove ancora si distinguono le feritoie e alcune finestre di varie forme.
La rovina è raggiungibile dalla chiesa di Rasun di Sotto, seguendo per circa 30 minuti il sentiero n. 2.

#### Rudere di Rasun Nuova
Presso il centro di Rasun di Sopra si trova il rudere di Rasun Nuova (Burgruine Neurasen). Appartenente alla stessa epoca del precedente, di questo oggi sono rimaste le mura, ben restaurate.
La rovina è raggiungibile da Rasun di Sotto, dai masi di Pfaffing, si procede fino alla casa Jagdhaus, e infine si raggiunge la cappella del maso Burgfrieden. Qui in un'ora di camminata, seguendo il sentiero n. 1, si raggiunge il vecchio rudere.

### Aree naturali
Nel territorio comunale si trova una particolare zona paludosa, racchiusa dentro a un biotopo, la torbiera di Rasun (Rasner Möser). Qui diverse specie animali e vegetali trovano un loro spazio protetto. L'area si trova nei pressi di Rasun di Sopra.

## Società

### Ripartizione linguistica
La popolazione è nella quasi totalità di madrelingua tedesca:
| %      | Ripartizione linguistica (gruppi principali) |
| ------ | -------------------------------------------- |
| 98,05% | madrelingua tedesca                          |
| 1,36%  | madrelingua italiana                         |
| 0,59%  | madrelingua ladina                           |

### Evoluzione demografica
Abitanti censiti

## Amministrazione
| Periodo | Periodo   | Primo cittadino | Partito | Carica  | Note |
| ------- | --------- | --------------- | ------- | ------- | ---- |
| 2005    | 2010      | Karl Messner    | SVP     | Sindaco |      |
| 2010    | 2012      | Herbert Berger  | SVP     | Sindaco |      |
| 2012    | in carica | Thomas Schuster | SVP     | Sindaco |      |

## Sport

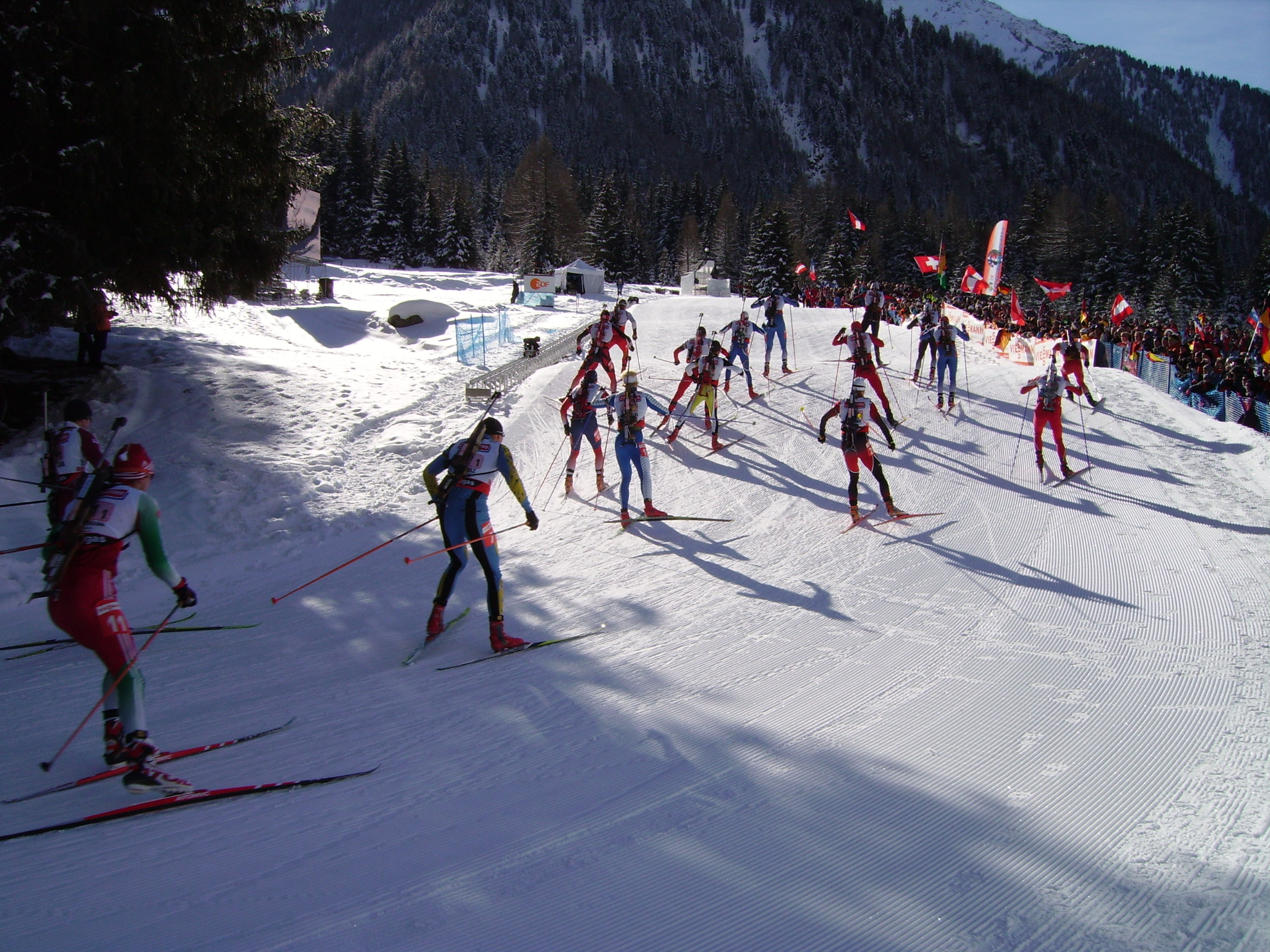
Un momento della gara maschile di staffetta ai Mondiali del 2007

Stazione sciistica specializzata nello sci nordico, Rasun-Anterselva dal 1971 è attrezzata con uno stadio di biathlon, l'Arena Alto Adige (Südtirol Arena) che ha ospitato sei edizioni dei Campionati mondiali di biathlon (nel 1975, nel 1976, nel 1983, nel 1995, nel 2007 e nel 2020), numerose tappe della Coppa del Mondo di biathlon e, nel 2026, ospiterà la gara delle Olimpiadi invernali 2026. Inoltre è stata sede dell'arrivo di una tappa al Giro d'Italia 2019, con arrivo proprio nello stadio del biathlon. Non a caso sono proprio di questo Comune molti dei migliori biatleti italiani di sempre. Possiamo ricordare la generazione di Johann Passler, Andreas Zingerle, Gottlieb Taschler, Hubert Leitgeb e Wilfried Pallhuber, mentre oggi spiccano Dorothea Wierer e Dominik Windisch.